# Anisodes perscripta
Anisodes perscripta là một loài bướm đêm trong họ Geometridae.